# La Lana de Bigòrra
Lana (en francès Lanne) és un municipi francès situat al departament dels Alts Pirineus i a la regió d'Occitània.

## Demografia
| 1962                                       | 1968 | 1975 | 1982 | 1990 | 1999 | 2007 |
| ------------------------------------------ | ---- | ---- | ---- | ---- | ---- | ---- |
| 235                                        | 238  | 227  | 324  | 448  | 507  | 592  |
| Des de 1962: població sense dobles comptes |      |      |      |      |      |      |

## Administració
| Període   | Identitat    | Partit |
| --------- | ------------ | ------ |
| 1962-1983 | Jean Liarest |        |
| 1983-     | Alain Luquet |        |